# Kerið

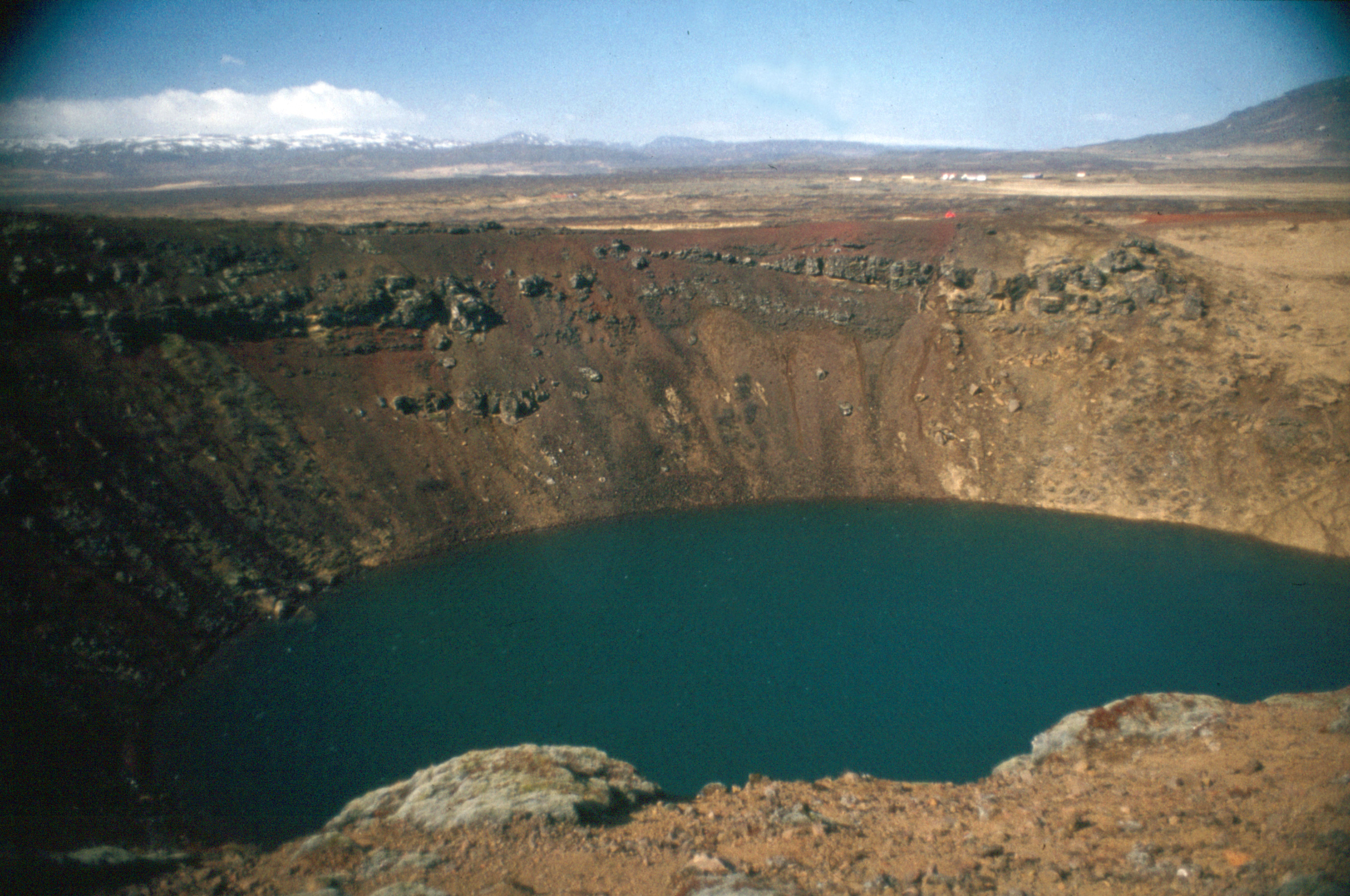
Kratersee des Kerið 1980

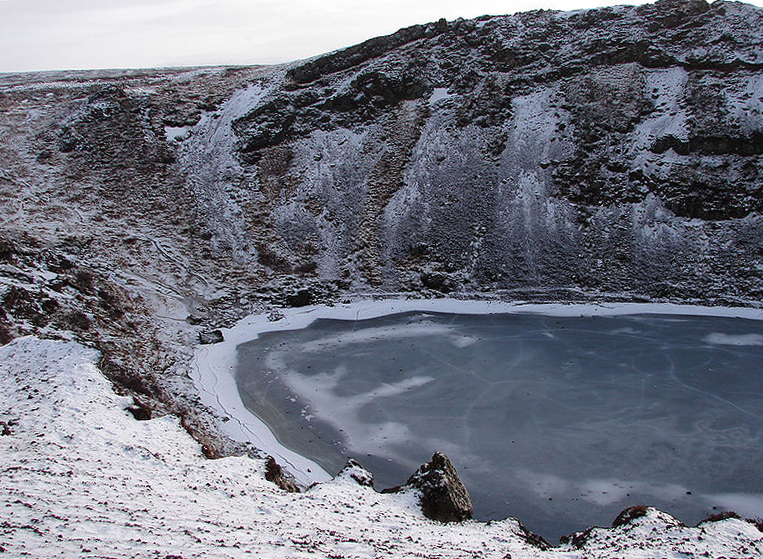
Kerið

Der Kerið ist ein Kratersee in Island. Er ist der östlichste von fünf Kratern der zum postglazialen Grímsnes-Vulkanfeld gehörenden Kraterreihe Tjarnarhólar, die ihrerseits zum Eruptionsgürtel im Reykjanes–Langjökull–Gebiet zählen. Kerið liegt in der Region Suðurland an der Straße von Selfoss ins Haukadalur.

## Lavafeld Grímsneshraun
In der eruptiven Phase vor etwa 5000–6000 Jahren förderte die Kraterreihe Tjarnarhólar einen Großteil der Lavamassen des Grímsneshraun (hraun ist die isländische Bezeichnung für Lava bzw. Lavafeld), das sich über ca. 54 km² erstreckt. Man schätzt die Lavamasse auf 1,2 km³. Insgesamt besteht dieses Grímsnes-Vulkanfeld aus 10–12 meist relativ kleinen eruptiven Zentren. Die meisten Vulkane dort sind eher unauffällig, weil sie flach und bewachsen sind. Drei Vulkane sind aber gut sichtbar: Kerið, die etwas höheren Seyðishólar (214 m) und Kerhóll.

## Daten
Der Krater ist 55 m tief. Der Kratersee in Kerið hat eine Größe von ca. 270 mal 170 m und damit eine Fläche von etwa 0,05 km². Die Wassertiefe schwankt zwischen 7 und 14 m.

## Geologische Einordnung des Kerið
Fälschlicherweise wurde der Krater Kerið aufgrund seines zu- und abflussfreien Kratersees früher als Explosionskrater oder Maar bezeichnet. Jedoch fehlen sämtliche Merkmale eines Tuff- oder Tephraringes, die üblicherweise einen Maarkrater umgeben. Darüber hinaus weist Kerið neben einer heiß abgelagerten Kraterfazies Spuren einer ausgeprägten effusiven Tätigkeit auf. Insbesondere Letzteres widerspricht dem zu erwartenden Eruptionsverlauf eines Explosionskraters. Wahrscheinlicher ist dagegen ein Absinken des Kraterbodens unterhalb des Grundwasserspiegels nach Beendigung der eruptiven Phase, indem Lava unterhalb des bereits verfestigten Kraterbodens einen anderen Abfluss fand und so ein Hohlraum entstand, der sich mit Grundwasser füllte. Der Wasserstand des Sees zeigt somit den Grundwasserstand des Gebietes an.

## Nutzung der Krater
Während Kerið und der nahe gelegene Schlackenkegel Kerhóll inzwischen unter Naturschutz stehen, wird die Schlacke der meisten übrigen Krater des Grímsnes-Vulkanfeldes zur Verwendung als Straßenbaumaterial abgebaut. Kerið steht im Eigentum der Kerfélagsins ehf. Seit Juni 2013 kostet die Besichtigung Eintritt, der sich (laut offizieller Website, Stand August 2024) auf 600 isländische Kronen pro Person beläuft.